# Taxat-Senat
Taxat-Senat ist eine zentralfranzösische Gemeinde mit 211 Einwohnern (Stand: 1. Januar 2022) im Département Allier in der Region Auvergne-Rhône-Alpes. Sie gehört zum Arrondissement Vichy und ist Mitglied im Gemeindeverband Communauté de communes Saint-Pourçain Sioule Limagne. Die Bewohner werden Senatois und Senatoises genannt.

## Lage
Die etwa einen Kilometer voneinander entfernten und ehemals selbständigen Orte liegen in der fruchtbaren und waldreichen Landschaft des Bourbonnais in einer Höhe von etwa 300 Metern ü. d. M. Die Stadt Moulins befindet sich ca. 50 Kilometer (Fahrtstrecke) nordöstlich; die Stadt Clermont-Ferrand liegt etwa 63 Kilometer südlich. Zur Gemeinde gehören auch mehrere Einzelgehöfte. Das Gemeindegebiet wird vom Flüsschen Boublon und seinem Zufluss Bray durchquert.

## Bevölkerungsentwicklung
| Jahr                       | 1962 | 1968 | 1975 | 1982 | 1990 | 1999 | 2006 | 2012 | 2019 |
| Einwohner                  | 364  | 321  | 274  | 239  | 213  | 210  | 225  | 218  | 191  |
| Quellen: Cassini und INSEE |      |      |      |      |      |      |      |      |      |

Im 19. Jahrhundert stieg die Zahl der Einwohner von etwa 300 auf zwischenzeitlich über 700 Personen an; aufgrund der Reblauskrise im Weinbau und der Mechanisierung der Landwirtschaft sank die Einwohnerzahl der Gemeinde danach kontinuierlich bis auf die Tiefststände der letzten Jahrzehnte ab.

## Wirtschaft
Jahrhundertelang lebten die Einwohner von Taxat und Senat als Selbstversorger von der Landwirtschaft, zu der auch der Weinbau gehörte; hinzu kamen regionaler Kleinhandel und Handwerk. Während der Reblauskrise gegen Ende des 19. Jahrhunderts kam der Weinbau zeitweilig völlig zum Erliegen, doch werden mittlerweile wieder Rot-, Rosé- und Weißweine produziert, die über die Appellation ‚Val de Loire‘ vermarktet werden. Einige der leerstehenden Häuser des Ortes wurden zu Ferienwohnungen (gîtes) umgebaut.

## Geschichte
Zur Geschichte der beiden Ortschaften ist nur wenig bekannt: die beiden romanischen Kirchen lassen auf eine mittelalterliche Besiedlung schließen; die Kirche Saint-André von Taxat ist erstmals im Jahr 1217 erwähnt. Im Jahr 1830 wurden die beiden Orte zu einer Gemeinde zusammengelegt.

## Sehenswürdigkeiten
Taxat

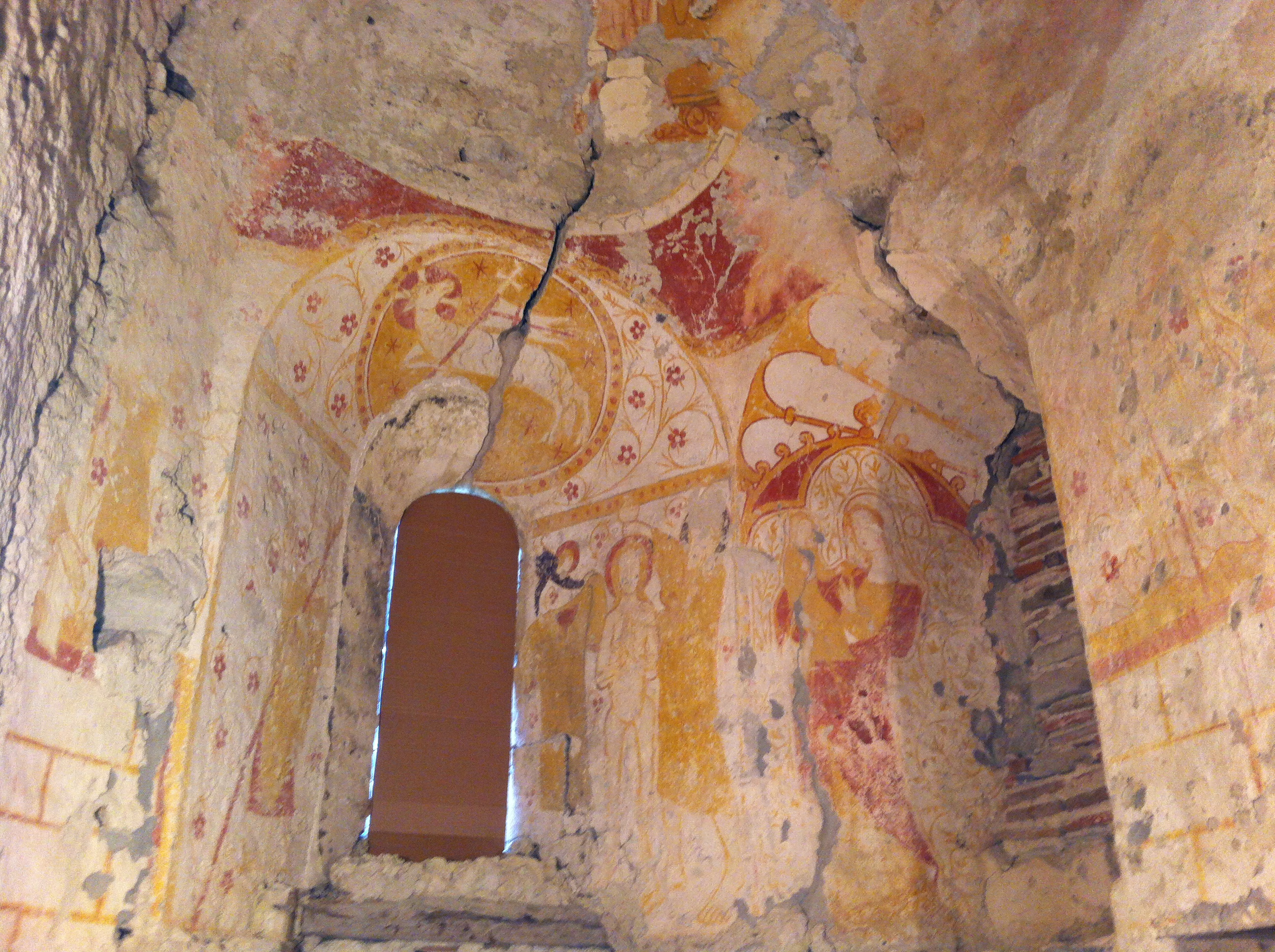
Fresken in der Kirche Saint-André de Taxat

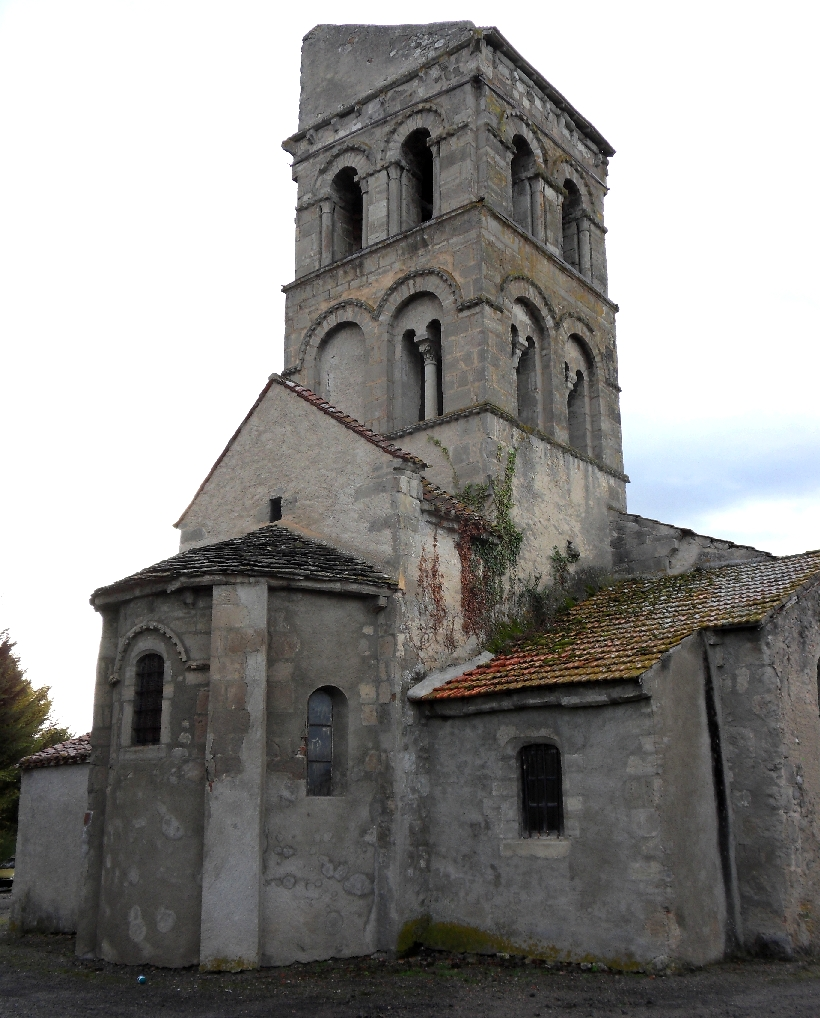
Apsis und Vierungsturm der Kirche Saint-Martin de Senat

Die ehemalige Pfarrkirche Saint-André war eine schlichte, aber immerhin dreischiffige Dorfkirche aus dem 11. oder 12. Jahrhundert mit einem Glockengiebel über dem Chorbogen. Im 14. Jahrhundert wurden die Wände der Kirche verputzt und mit Fugenmalereien und Fresken (darunter eine ‚Taufe Christi‘) bemalt, von denen noch Reste erhalten sind. Während und nach der Französischen Revolution diente der Kirchenbau als Scheune – in die Nordwand wurde ein Tor eingebaut. Später verfiel der Kirchenbau zusehends; in den 1950er Jahren stürzte das südliche Seitenschiff ein; der Bau war jedoch bereits im Jahr 1942 als Monument historique anerkannt worden und wurde in den 1980er Jahren restauriert.
Senat
Auch die ehemals von der Abtei von Menat abhängige Prioratskirche Saint-Martin im Ortsteil Senat hat schwere Zeiten erlebt. Das dreischiffige Langhaus ist – bis auf Teile der Außenwände – nahezu komplett verschwunden; heute trägt eine hölzerne Stützkonstruktion im Innern den offenen Dachstuhl. Vierungsturm und Apsis stammen aus dem 12. Jahrhundert; das Portal wurde im 15. Jahrhundert hinzugefügt. Der Spitzhelm des Turms wurde im Jahr 1793 eingerissen. Der heute wieder als Pfarrkirche genutzte Bau ist seit dem Jahr 1931 als Monument historique eingestuft.